# Bois Blanc Island
Bois Blanc Island eller Île aux Bois Blancs är en ö i Detroitfloden väster om Amherstburg i Ontario i Kanada, i den sydöstra delen av landet, 700 km sydväst om huvudstaden Ottawa.
På ön låg från 1898 till 1993 nöjesparken Boblo Island Amusement Park.